# Arabaux
Arabaux ist eine französische Gemeinde mit 80 Einwohnern (Stand 1. Januar 2022) im Département Ariège in der Region Okzitanien. Sie gehört zum Arrondissement Foix und ist Mitglied im Gemeindeverband L’Agglo Foix-Varilhes. Die Bewohner werden Arabausois und Arabausoises genannt.

## Geografie

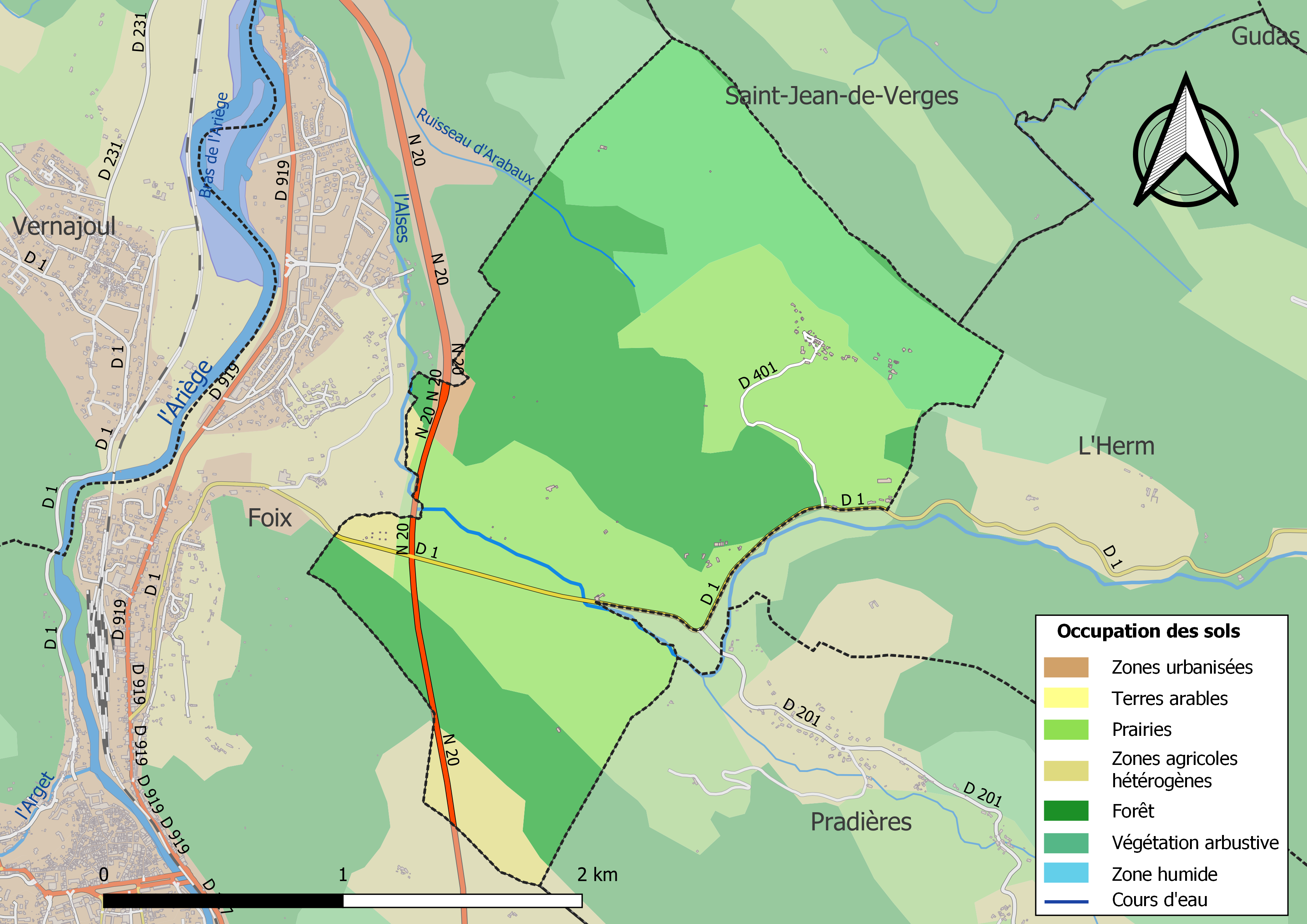
Bodennutzung und Infrastruktur der Gemeinde

Die Gemeinde ist historisch und kulturell Teil des Pays de Foix und liegt etwa vier Kilometer nordöstlich von Foix. Ihr Gebiet wird im Nordosten durch den etwa 700 m hohen Kamm des zentralen Teils des Plantaurel-Massivs begrenzt. Es ist einem variablen ozeanischen Klima ausgesetzt und wird von den Flüssen Alses und Arabaux, Nebenflüsse der Ariège durchströmt. Die Gemeinde verfügt über ein bemerkenswertes Naturerbe: ein Natura-2000-Gebiet („Le Pechs de Foix, Soula et Roquefixade, grotte de L’Herm“) und zwei Naturgebiete von ökologischem, Fauna- und Flora-Interesse. Gut ein Drittel der Fläche der Gemeinde ist von Grünland bedeckt, gut ein weiteres Drittel ist bewaldet, etwa 20 % ist von Kraut- und/oder Strauchvegetation bedeckt.
Nachbargemeinden sind Saint-Jean-de-Verges im Norden, L’Herm im Osten, Pradières im Süden und Foix im Westen.

## Bevölkerungsentwicklung

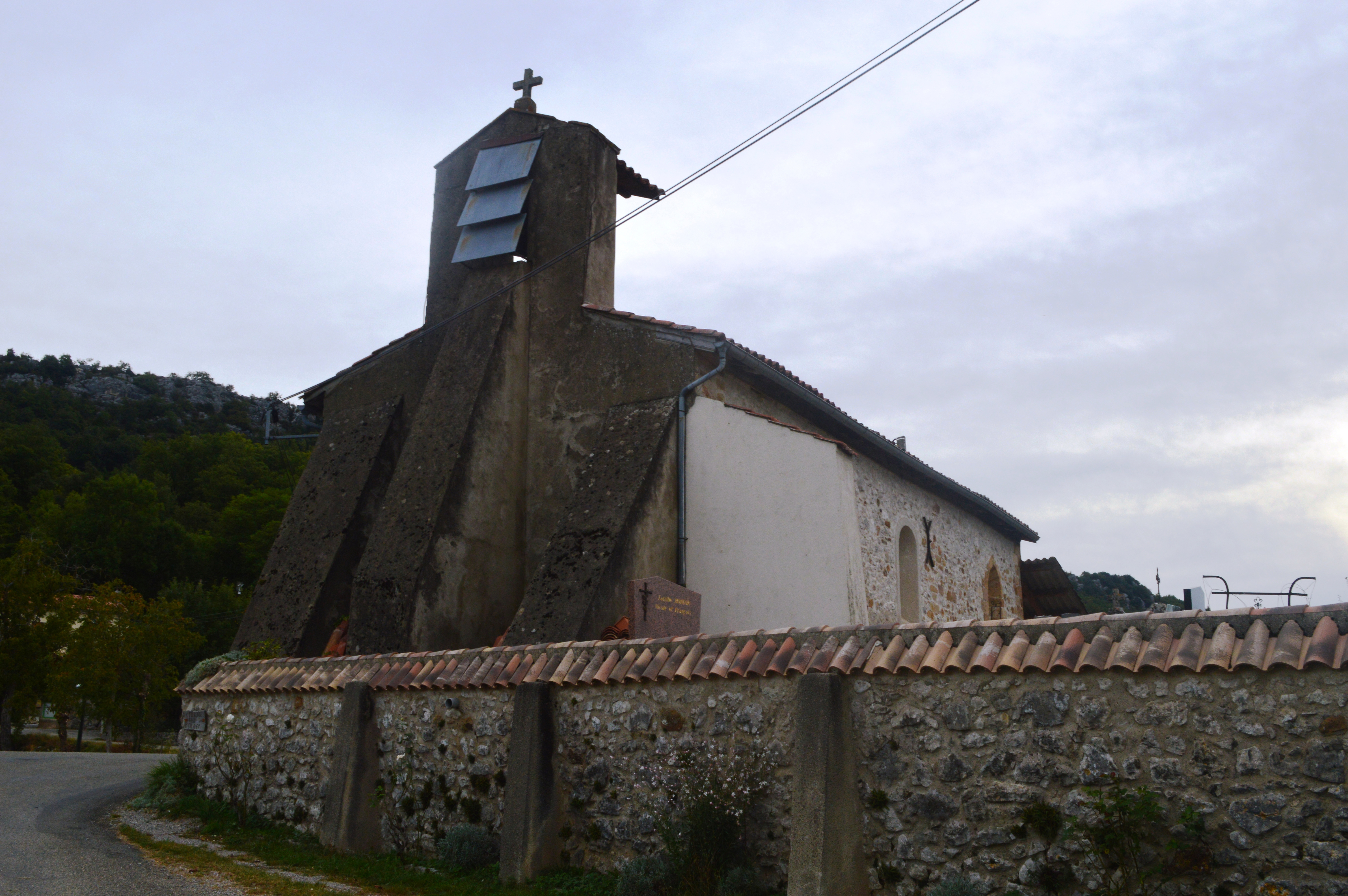
Kirche Notre-Dame-de-l‘Assomption

| Arabaux: Einwohnerzahlen von 1793 bis 2021                                                                                 | Arabaux: Einwohnerzahlen von 1793 bis 2021 | Arabaux: Einwohnerzahlen von 1793 bis 2021 | Arabaux: Einwohnerzahlen von 1793 bis 2021 | Arabaux: Einwohnerzahlen von 1793 bis 2021 |
| --- | ------------------------------------------ | ------------------------------------------ | ------------------------------------------ | ------------------------------------------ |
| Jahr |                                            |                                            |                                            | Einwohner                                  |
| 1793 | 1793                                       |                                            | 142                                        | 142                                        |
| 1800 | 1800                                       |                                            | 159                                        | 159                                        |
| 1806 | 1806                                       |                                            | 151                                        | 151                                        |
| 1821 | 1821                                       |                                            | 152                                        | 152                                        |
| 1831 | 1831                                       |                                            | 154                                        | 154                                        |
| 1836 | 1836                                       |                                            | 170                                        | 170                                        |
| 1841 | 1841                                       |                                            | 167                                        | 167                                        |
| 1846 | 1846                                       |                                            | 180                                        | 180                                        |
| 1851 | 1851                                       |                                            | 183                                        | 183                                        |
| 1856 | 1856                                       |                                            | 163                                        | 163                                        |
| 1861 | 1861                                       |                                            | 173                                        | 173                                        |
| 1866 | 1866                                       |                                            | 180                                        | 180                                        |
| 1872 | 1872                                       |                                            | 149                                        | 149                                        |
| 1876 | 1876                                       |                                            | 170                                        | 170                                        |
| 1881 | 1881                                       |                                            | 127                                        | 127                                        |
| 1886 | 1886                                       |                                            | 122                                        | 122                                        |
| 1891 | 1891                                       |                                            | 114                                        | 114                                        |
| 1896 | 1896                                       |                                            | 115                                        | 115                                        |
| 1901 | 1901                                       |                                            | 120                                        | 120                                        |
| 1906 | 1906                                       |                                            | 104                                        | 104                                        |
| 1911 | 1911                                       |                                            | 91                                         | 91                                         |
| 1921 | 1921                                       |                                            | 72                                         | 72                                         |
| 1926 | 1926                                       |                                            | 75                                         | 75                                         |
| 1931 | 1931                                       |                                            | 80                                         | 80                                         |
| 1936 | 1936                                       |                                            | 68                                         | 68                                         |
| 1946 | 1946                                       |                                            | 62                                         | 62                                         |
| 1954 | 1954                                       |                                            | 62                                         | 62                                         |
| 1962 | 1962                                       |                                            | 36                                         | 36                                         |
| 1968 | 1968                                       |                                            | 47                                         | 47                                         |
| 1975 | 1975                                       |                                            | 37                                         | 37                                         |
| 1982 | 1982                                       |                                            | 55                                         | 55                                         |
| 1990 | 1990                                       |                                            | 47                                         | 47                                         |
| 1999 | 1999                                       |                                            | 54                                         | 54                                         |
| 2006 | 2006                                       |                                            | 63                                         | 63                                         |
| 2013 | 2013                                       |                                            | 54                                         | 54                                         |
| 2021 | 2021                                       |                                            | 80                                         | 80                                         |
| Quelle(n): EHESS/Cassini bis 1999, INSEE ab 2006 Anmerkung(en): Ab 1962 offizielle Zahlen ohne Einwohner mit Zweitwohnsitz |                                            |                                            |                                            |                                            |

## Sehenswürdigkeiten
- Kirche Notre-Dame-de-l‘Assomption